# Джої Джонс
Джозеф Патрік Джонс (англ. Joseph Patrick Jones), відомий як Джої Джонс (англ. Joey Jones, нар. 4 березня 1955, Бангор — 22 липня 2025) — валлійський футболіст, що грав на позиції лівого захисника. Насамперед відомий виступами за «Ліверпуль», у складі якого вигравав Кубок УЄФА і двічі Кубок європейських чемпіонів. Грав за національну збірну Уельсу.

## Клубна кар'єра
У дорослому футболі дебютував 1973 року виступами за команду клубу «Рексем», в якій провів два сезони, взявши участь у 98 матчах чемпіонату. 1975 року виборов у складі команди Кубок Уельсу.
Своєю грою за цю команду привернув увагу очолюваного Бобом Пейслі тренерського штабу «Ліверпуля», до складу якого приєднався за 100 тисяч фунтів того ж 1975 року. Протягом першого сезону у новій команді, за результатами якого вона стала чемпіоном Англії і володарем Кубка УЄФА, використовувався здебільшого як резервист досвідченого Томаса Сміта і, зокрема, у національній першості провів недостатньо матчів аби отримати чемпіонську медаль.
А ось в сезоні 1976/77 став основним лівим захисником мерсісайдців, як у чемпіонаті, який знову був для них переможним, так й у тогорічному Кубку європейських чемпіонів, в якому англійська команда також стала тріумфатором. Зокрема повністю провів на полі фінальну гру проти «Боруссії» (Менхенгладбах) (3:1). Згодом команда перемогла за сумою двох матчів у боротьбі за Суперкубок УЄФА 1977 іншу німецьку команду, «Гамбург». Самого Джонса було замінено ще у першому таймі першої гри, а на другу на позицію лівого захисинка вже вийшов ветеран Томас Сміт.
Влітку 1977 року на позицію на лівому фланзі захисту «Ліверпуль» придбав молодого шотландця Алана Гансена, який швидко повернув Джонса на лаву для запасних, на якій він й провів свій третій і останній сезон у ліверпульській команді, який був зокрема позначений здобуттям другого поспіль Кубка європейських чемпіонів.
Влітку 1978 року, провівши за мерсісайдців рівно 100 матчів в усіх турнірах, гравець повернувся до «Рексема» за рекордні для його рідного клубу 210 тисяч фунтів.
За чотири роки, у 1982, Джонс перейшов до лондонського «Челсі», який на той час боровся за виживання у другому за силою англійському дивізіоні. В сезоні 1982/83 команді не без труднощів вдалося зберегти місце у Другому дивізіоні, а вже за рік команда повернулася до еліти англійського футболу. Граючи у складі «Челсі» досвідчений валлієць здебільшого виходив на поле в основному складі команди, а в 1983 був навіть визнаний Гравцем року за версією вболівальників команди.
Попри це вже у 1985 році керівництво «Челсі» погодило продаж 30-річного захисника до клубу «Гаддерсфілд Таун», в якому він провів наступні два сезони.
1987 року удруге повернувся до рідного «Рексема», в якому й завершив ігрову кар'єру п'ятьма роками пізніше.

## Виступи за збірну
1978 року дебютував в офіційних матчах у складі національної збірної Уельсу, протягом настуних дев'яти років встиг відіграти у формі національної команди у 72 офіційних іграх.

## Титули і досягнення

### Командні
- Володар Кубка чемпіонів УЄФА (2):

«Ліверпуль»: 1976–1977, 1977–1978
- Володар Кубка УЄФА (1):

«Ліверпуль»: 1975–1976
- Володар Суперкубка УЄФА (1):

«Ліверпуль»: 1977
- Чемпіон Англії (1):

«Ліверпуль»: 1975–1976, 1976–1977
- Володар Суперкубка Англії з футболу (2):

«Ліверпуль»: 1976, 1977
- Володар Кубка Уельсу (1):

«Рексем»: 1975

### Особисті
- Гравець року ФК «Челсі» за версією вболівальників: 1983